# Dunkerque – helvetesstranden
Dunkerque – helvetesstranden (engelska: Dunkirk) är en brittisk krigsdramafilm från 1958 i regi av Leslie Norman, med bland andra John Mills, Richard Attenborough och Bernard Lee i rollerna.

### Fotnoter
1. ↑  Internet Movie Database, IMDb-ID: tt0051565co0047972, läs online, läst: 7 maj 2016.[källa från Wikidata]
2. ↑  Internet Movie Database, IMDb-ID: tt0051565co0047972, läs online.[källa från Wikidata]
3. ↑  Svensk Filmdatabas, Svenska Filminstitutet, Svensk filmdatabas film-ID: 9468, läs online.[källa från Wikidata]
4. 1 2 3  Internet Movie Database, läs online, läst: 29 juli 2022.[källa från Wikidata]
5. ↑  Internet Movie Database, IMDb-ID: tt0051565co0047972.[källa från Wikidata]